# Slim's Got His Thing Goin' on
Slim's Got His Thing Goin' on — студійний альбом американського блюзового музиканта Санніленда Сліма, випущений лейблом World Pacific Records у 1969 році. Записаний 2-29 жовтня 1968 року в Лос-Анджелесі за участю запрошених музикантів, серед яких Біг Мама Торнтон, Мік Тейлор (з гурту Джона Мейолла The Bluesbreakers), учасники гурту Canned Heat та ін.

## Опис
Сесії звукозапису проходили 2, 24 і 29 жовтня 1968 року в Лос-Анджелесі на студіях Liberty Studios і I D Sound.
Альбом був записаний за участю запрошених музикантів, серед яких гітаристи Генрі Вестайн і Алан Вілсон і басист Ларрі Тейлор з гурту Canned Heat, гітарист Мік Тейлор з гурту Джона Мейолла The Bluesbreakers (в майбутньому учасник The Rolling Stones); також Джордж Сміт і Шейкі Джейк на гармоніці, ударник Френсіс Клей, Біг Мама Торнтон, гітарист Лютер Еллісон і басист Роберт Моджо Елем.
Альбом включає 11 пісень, 10 з яких написані Слімом. «Dust My Broom» — кавер-версія блюзового стандарту, написаного Елмором Джеймсом.

## Список композицій
1. «Going Back to Memphis» (Альберт Луендрю)**
2. «Miss Bessie Mae» (Альберт Луендрю)***
3. «Got to Get to My Baby» (Альберт Луендрю)***
4. «You Used to Love Me» (Альберт Луендрю)*
5. «She's Got a Thing Going on» (Альберт Луендрю)*
6. «Substitute Woman» (Альберт Луендрю)*
7. «Dust My Broom» (Елмор Джеймс)**
8. «Everytime We Get to Drinkin'» (Альберт Луендрю)***
9. «Little Girl Blues» (Альберт Луендрю)***
10. «Unlucky One» (Альберт Луендрю)**
11. «My Past Life» (Альберт Луендрю)*

* — 4, 5, 6, 11 записані 2 жовтня 1968 року на студії Liberty Studios в Лос-Анджелесі.

** — 1, 7, 10 записані 24 жовтня 1968 року на студії I D Sound в Лос-Анджелесі.

*** — 2, 3, 8, 9 записані 29 жовтня 1968 року на студії I D Sound в Лос-Анджелесі.

## Учасники запису
| - Санніленд Слім — фортепіано, вокал (1, 2, 3, 5, 7, 8, 9, 10) - Алан Вілсон — слайд-гітара (1, 7) - Генрі Вестайн — соло-гітара (1, 7, 10) - Лютер Еллісон — гітара (2, 3, 4, 5, 6, 8, 11), вокал (2, 3, 8) - Ренді Фуллертон — гітара (2, 8) - Мік Тейлор — гітара (4, 5, 6, 11) - Ларрі Тейлор — бас-гітара (1, 7, 10) - Кертіс Тіллман — бас-гітара (2, 3, 8) - Роберт Моджо Елем — бас-гітара (4, 5, 6, 11) - Джордж Сміт — губна гармоніка (1, 2, 3, 4, 5, 6, 7, 8, 10, 11), вокал (2, 3, 8) - Шейкі Джейк — губна гармоніка (9) - Пол Лагос — ударні (1, 7, 10) - Гас Райт — ударні (2, 8) - Френсіс Клей — ударні (4, 5, 6, 11) - Біг Мама Торнтон — ударні (9) | Технічний персонал - Стів ЛаВере — продюсер - Боб Гайт — продюсер (1, 7, 8, 9) - Денні Брюс — керівник - Брюс Еллісон, Річі Мур — інженери звукозапису - Вуді Вудворд — художній керівник - Рон Волін — дизайн - Реберн Флерлаге — фотографія обкладинки |